# Suzy Nakamura
Suzy Nakamura, est une actrice américaine né le 2 décembre 1968 à Chicago.

## Filmographie

### Cinéma
- 1997 : Men Seeking Women : Cassie
- 1997 : Strawberry Fields : Irene Kawai
- 1998 : Deep Impact : l'assistante de Jenny
- 1999 : Treasure Island : Yo-Ji
- 1999 : 8 mm : Computer Wizard
- 2000 : Timecode : Connie Ling
- 2002 : Barrier Device : Serena
- 2002 : Flagrant délire (Stark Raving Mad) de Drew Daywalt (en) et David Schneider  : Betty Shin
- 2003 : Le Rappeur de Malibu : Soon-Yee Baxter Hernandez
- 2004 : Dodgeball ! Même pas mal ! : la femme de Gordon
- 2004 : Rock Paper Scissors: Honor of the Hand : Ariel
- 2005 : La Main au collier : Mai
- 2005 : 40 ans, toujours puceau : candidate au speed-dating
- 2006 : Rene Turns 40 : Jane
- 2006 : For Your Consideration : AC
- 2007 : American Zombie : Judy
- 2007 : Evan tout-puissant : membre du staff
- 2008 : Spy School : Mme Bleckner
- 2008 : RSO : l'officier
- 2008 : Open Your Eyes : Katherine
- 2008 : Jennie Tran (Not Her Real Name) : Jennie Tran
- 2009 : Harmony and Me : Docteur
- 2009 : Coma : le patron de Doug
- 2010 : Held Up : Jan
- 2011 : Le Petit Train bleu (The Little Engine That Could) : l'enseignante (voix)
- 2012 : Free Samples : la voisine
- 2012 : 40 ans : Mode d'emploi
- 2013 : Afternoon Delight : Meredith
- 2013 : Sex & Marriage : Suzie
- 2013 : Tuna : Sandy
- 2014 : Comment tuer son boss 2 : Kim
- 2023 : Knox (Knox Goes Away)  de Michael Keaton : inspecteur Emily Ikari

### Télévision
- 1996 : Wes et Travis (Common Law) : Suzy Yamamoto (2 épisodes)
- 1997 : Relativity : la serveuse (1 épisode)
- 1997 : The Player : Robbie Lawless
- 1998 : L'Irrésistible Jack (The Closer) : Beverly Andolini (10 épisodes)
- 1998 : Un toit pour trois : Jessica (1 épisode)
- 1999 : Larry et son nombril (Curb Your Enthusiasm) : productrice de HBO
- 1999-2000 : À la Maison-Blanche : Cathy (9 épisodes)
- 2000 : Papa s'en mêle : Holly Martin (9 épisodes)
- 2001 : La Bonne Étoile : Martha
- 2002 : I Got You
- 2002 : Imagine That : Rina Oh (6 épisodes)
- 2002 : Larry et son nombril : l'assistante manager (5 épisodes)
- 2002-2006 : Half and Half : Tina (10 épisodes)
- 2003 : Abby : Carol (1 épisode)
- 2003 : All of Us : la prof (1 épisode)
- 2004 : Good Morning, Miami : Carol (1 épisode)
- 2004 : Un gars du Queens : Molly (1 épisode)
- 2004-2005 : Touche pas à mes filles : Mme Krupp (2 épisodes)
- 2005 : Confessions of a Dog
- 2005 : According to Jim : Yoki Hirasaki (1 épisode)
- 2005 : Cheap Seats: Without Ron Parker : Barbara Goldstein (1 épisode)
- 2006 : La Pire Semaine de ma vie (Worst Week of My Life) : Megan (1 épisode)
- 2006-2007 : Help Me Help You : Inger (12 épisodes)
- 2006-2007 : The Minor Accomplishments of Jackie Woodman (en) : Carol Rinaldi (3 épisodes)
- 2007 : Insatiable
- 2008 : Back to You (en): Ginger Ko (2 épisodes)
- 2008 : Earl : Phyllis Woohoo (1 épisode)
- 2008 : Grey's Anatomy : Jenn Smith (1 épisode)
- 2008 : True Jackson : Cricket (1 épisode)
- 2008 : Back on Topps : Brenda
- 2009 : Philadelphia : Tabitha (1 épisode)
- 2009 : Private Practice : Margaret Delhom (1 épisode)
- 2009 : Mentalist : Dr Fox (1 épisode)
- 2009-2010 : Modern Family : Dr Miura (2 épisodes)
- 2009-2010 : 10 Things I Hate About You : Principale Holland (6 épisodes)
- 2010 : The Middle : Beth (1 épisode)
- 2010 : Bones : Carrie Turner (1 épisode)
- 2010 : Castle : Jennifer Wong (1 épisode)
- 2010 : Donna's Revenge : Janet (2 épisodes)
- 2010 : Freshmen : Lennie
- 2010 : All Signs of Death : Lei
- 2010-2011 : Men of Certain Age : Elissa (3 épisodes)
- 2011 : Second City This Week : la célébrité invitée
- 2011 : How I Met Your Mother : Dr Kirby (1 épisode)
- 2011 : US Marshals : Protection de témoins : Dana Taylor (1 épisode)
- 2012-2013 : Go On : Yolanda (22 épisodes)
- 2013 : Whole Day Down : Saint Anne (1 épisode)
- 2013 : Melissa and Joey : Elyse (1 épisode)
- 2015-2017 : Dr. Ken : Dr Allison Park (44 épisodes)
- 2020 : Avenue 5 (série télévisée) : Iris